# 长丰镇 (万宁市)
长丰镇是中华人民共和国海南省万宁市下辖的一个镇。

## 行政区划
长丰镇下辖以下村级行政区划单位：
长丰村、长安村、福田村、黄山村、南联村、七甲村、大洲村、边肚村、牛漏村、黄加村、山架村、马坡村和长丰镇农场。